# Cambodia Angkor Air
Cambodia Angkor Air (кхмер. កម្ពុជាអង្គរអ៊ែរ) — національна авіакомпанія Камбоджі зі штаб-квартирою в Пномпені. Компанія розпочала операції 28 липня 2009 року. 51 % компанії належить уряду Камбоджі, 49 % — компанії «В'єтнамські авіалінії», з якою у Cambodia Angkor Air є угода про спільну комерційної експлуатації рейсів.

## Історія
Компанія Cambodia Angkor Air була утворена 27 липня 2009 р., щоб замінити збанкрутілу в 2001 р. національну авіакомпанію Royal Air Cambodge і сконцентруватися на туристичних перевезеннях в Сіємреап.

## Пункти призначення
Cambodia Angkor Air обслуговує наступні пункти призначення.
- Камбоджа
  - Пномпень — Міжнародний аеропорт Пномпень (порт приписки)
  - Сіємреап — Міжнародний аеропорт Сіємреап (порт приписки)
  - Сіануквіль — Міжнародний аеропорт Сіануквіль
- Таїланд
  - Бангкок — Міжнародний аеропорт Суварнабхумі
- В'єтнам
  - Хошимін — аеропорт Таншоннят
  - Ханой — аеропорт Нойбай
- Китай
  - Гуанчжоу - Міжнародний аеропорт Zhoukou
  - Шанхай - Міжнародний аеропорт Пудун

## Флот

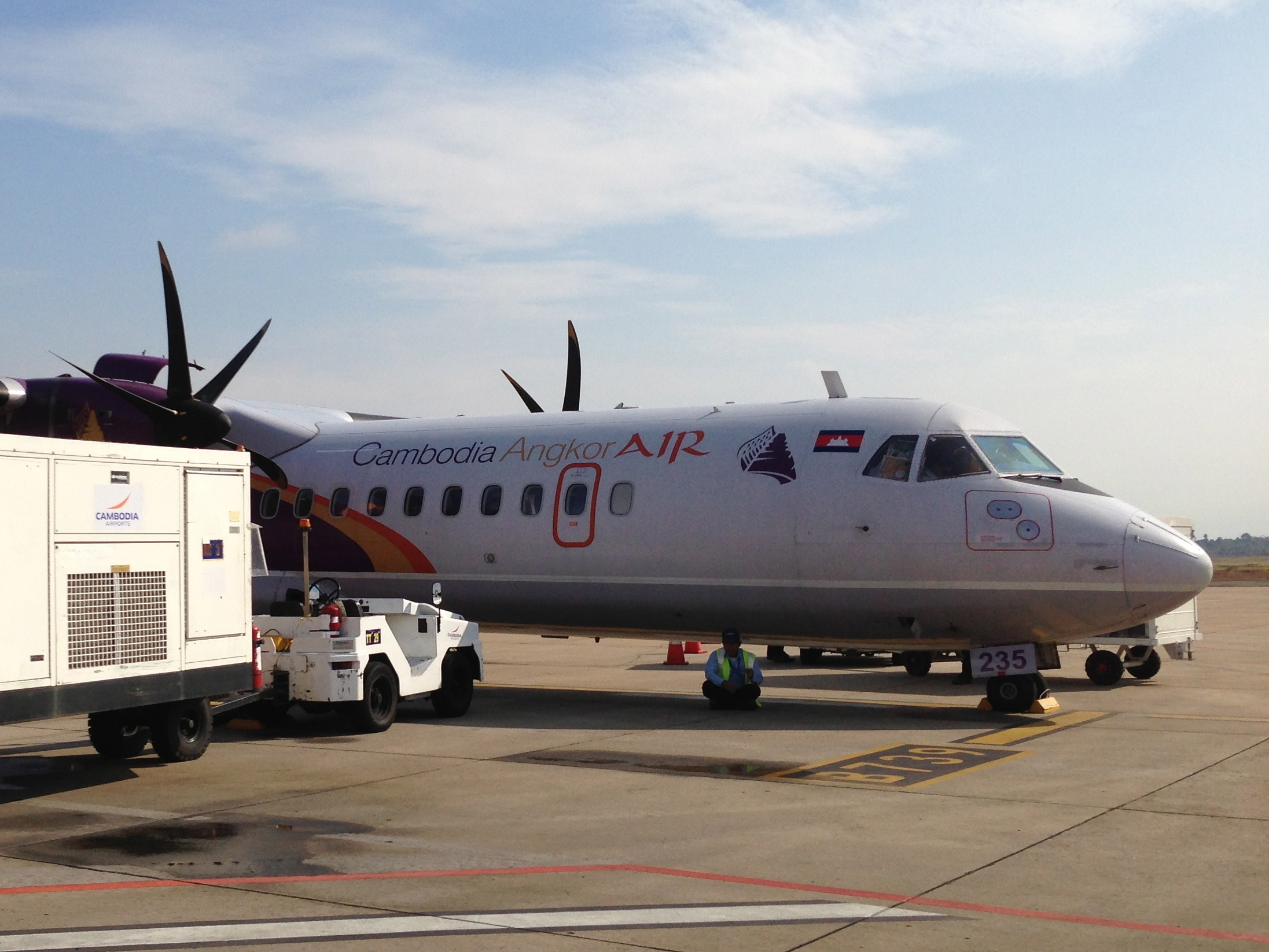
ATR72-500

На грудень 2010 року флот авіакомпанії складається з таких типів літаків:
- 2 Airbus A320-200
- 1 Airbus A321-200
- 3 ATR 72-500